# Pyractomena similis
Pyractomena similis är en skalbaggsart som beskrevs av Green 1957. Pyractomena similis ingår i släktet Pyractomena och familjen lysmaskar. Inga underarter finns listade i Catalogue of Life.